# John Hugo Loudon
Jonkheer John Hugo Loudon KBE (La Haya, 27 de junio de 1905 - Haarlem, 4 de febrero de 1996) fue director ejecutivo de Royal Dutch Shell y presidente del Fondo Mundial para la Naturaleza.

## Primeros años
Hijo del expresidente de Shell Hugo Loudon, se licenció en Derecho en la Universidad de Utrecht.  Se incorporó a la empresa en 1930, trabajando en los campos petrolíferos del Lago de Maracaibo, Venezuela . 

## Carrera
Desde 1952 fue director de Shell Petroleum. Trató de evitar la discriminación entre nacionales y no nacionales en la plantilla.  En mayo de 1960, apareció en la portada de la revista  Time.   Renunció como director ejecutivo de Shell en 1965, pero continuó siendo presidente del consejo de directores supervisores durante 11 años. 
Posteriormente, fue nombrado presidente de un comité asesor de negocios internacionales en Chase Bank por David Rockefeller. Se retiró de este cargo en 1977. 
Fue presidente del Fondo Mundial para la Naturaleza desde 1977 hasta 1981.

## Vida personal
En 1931 se casó con Marie van Tuyll van Serooskerken, que fue dama de compañía de la reina Guillermina y con quien tuvo cuatro hijos. Posteriormente, se casó con Charlotte Van Sminia.
Era miembro del Escuadrón de Yates Reales. 